# Pakistanska muslimska förbundet
Pakistanska muslimska förbundet (پاکستان مسلم لیگ) var ett politiskt parti, bildat 1962 av anhängare till Muslimska förbundet, som då förbjudits att verka i Pakistan. 
Pakistanska muslimska förbundet kom att splittras i en rad partier med samma namn, som fick en tilläggsbokstav på slutet för att kunna skilja dem åt: 
- Pakistanska muslimska förbundet – F
- Pakistanska muslimska förbundet – J
- Pakistanska muslimska förbundet – N
- Pakistanska muslimska förbundet – Q
- Pakistanska muslimska förbundet – Z
- Pakistanska muslimska förbundet – Jinnah

Flera av dem har sedan fusionerat med varandra eller lett till andra partibildningar.